# Ruhrstahl X-4
Ruhrstahl X-4 (tudi Ruhrstahl/Kramer X-4 in Panzerabwehrrakete Ruhrstahl X-4) je bila nemška vodena raketa zrak-zrak druge svetovne vojne in prva uspešna vodena raketa na svetu.

## Zgodovina
Raketa je nastala leta 1943 kot možna rešitev pred nenehnim zavezniškim bombardiranjem Nemčije. Razvili so jo v koncernu Ruhrstahl, pod vodstvom znanstvenika Maxa Kramerja. Razvojno ime rakete je bilo 8-344, kasneje pa so jo preimenovali v X-4. Do avgusta 1944 je bilo izdelanih 225 prototipov rakete, prvi preizkusi z njimi pa so se začeli 11. avgusta istega leta in so trajali do februarja leta 1945. Predvideno je bilo, da bodo z raketo opremljena enosedežna lovska letala, vendar so kasneje ugotovili, da je zaradi žičnega vodenja rakete bolje, da z njo upravlja kopilot in so začeli s testiranji na dvosedežnih bombnikih in lovcih. Do konca vojne so sicer izdelali okoli 1300 ohišij za te rakete, ki pa jih niso mogli dokončati zaradi zavezniškega bombardiranja tovarne BMW v Stargardu, kjer so izdelovali motorje. To je bil tudi poglavitni razlog, da raketa ni bila nikoli uporabljena v boju.

## Opis
Ruhrstahl X-4 je bila žično vodena raketa »cigaraste« oblike s štirimi krili in štirimi repnimi stabilizatorji. Na konicah dveh nasproti ležečih kril sta bili pritrjeni dve shrambi za žico, na drugih dveh pa dve bakli za lažje spremljanje leta rakete. V nosu rakete je bila bojna glava, ki jo je detoniral poseben akustični vžigalnik, ki je bil nastavljen na frekvenco letalskih propelerjev in ki ga je izdelovalo podjetje Kranich. Raketa je bila na letalo pritrjena na podkrilne nosilce za bombe in izstreljena v smeri prihajajočih bombnikov. Po sedmih sekundah se je aktiviral vžigalnik, ki je bil nastavljen tako, da je aktiviral bojno glavo na razdalji 40 metrov od bombnikov, ta pa je detonirala nekaj trenutkov kasneje. Vžigalnik je imel vgrajen tudi samouničevalni mehanizem, ki je sprožil bojno glavo po 30 sekundah leta, če je le-ta zgrešila cilj. Vodenje je potekalo iz pilotske kabine s pomočjo posebne paličice, ki je po žici pošiljala signale zakrilcem, ki so popravljala smer leta. Za stabilnost v zraku je poleg tega skrbel še žiroskop v trupu rakete ter rotacija same rakete okoli lastne osi. To rotacijo so dosegli tako, da so krila rakete postavili pod rahlim kotom glede na trup.
V sredinskem delu trupa rakete sta bila, poleg motorja in akumulatorja, še dva ločena rezervoarja za kemijski snovi (snov R ali nemško R-Stoff ter snov S ali nemško S-Stoff), ki sta se v motorju zmešali in spontano vžgali, kar je ustvarilo pritisk, ki je poganjal raketo 33 sekund.

## Tehnične značilnosti
- Motor: BMW 109-548 na tekoče gorivo
- Dolžina: 1.9 m
- Razpon kril: 575 mm
- Največji premer trupa: 222 mm
- Masa (z gorivom): 60 kg
- Masa goriva: 1.7 kg (R-Stoff)
- Masa goriva: 6.3 kg (S-Stoff)
- Masa bojne glave: 20 kg
- Hitrost: 325 m/s
- Potisk motorja: 1.600 kg
- Največji doseg: 5.5 km
- Bojni doseg: 1.5 - 3.5 km